# Seznam slovenskih krajev v Goriški pokrajini
Seznam zajema slovenske kraje po občinah v Goriški pokrajini.
- Gorica
- Gorica okolica
  - Ločnik
  - Oslavje
  - Pevma
  - Podgora
  - Štandrež
  - Štmaver
- Doberdob
  - Doberdob
  - Dol
  - Jamlje
  - Poljane
- Sovodnje
  - Gabrje
  - Peč
  - Rubije
  - Rupa
  - Sovodnje
  - Vrh
- Števerjan
- Dolenje
  - Škrljevo
- Foljan Sredipolje
- Krmin
  - Plešivo
- Ronke
- Štarancan
- Tržič
- Zagraj
- Fara
- Gradež
  - Fossalon
- Gradišče
- Koprivno
- Marjan
- Medeja
- Morar
- Moš
- Romans
- Škocjan
- Šlovrenc
- Špeter
- Turjak
- Vileš

## Vir
Leksikon Slovencev v Italiji: 2. Goriška pokrajina. Trst, 1995.